# Чилилабомбуе
Чилилабомбуе (на английски: Chililabombwe, на местния диалект Чилилабомбве) е град в централната част на Северна Замбия, провинция Копърбелт. Близо е (10 км) до границата с Демократична република Конго. Основан е през 1957 г., когато тук се откриват залежи на медна руда. Разстоянието до най-близкия голям град Чингола е 12 км на юг. Има жп гара по линията от Чингола до границата с Демократична република Конго. Населението му е 77 818 жители, според преброяването през 2010 г.